# نانسن (دهانه ماه)
نانسن (انگلیسی: Nansen).  یک دهانه برخوردی قدیمی ماه در امتداد بازوی شمالی ماه، در ضلع شرقی قطب شمال است. لبهٔ این ویژگی از زمین قابل مشاهده است ولی برای دیدن جزئیات بیشتر لازم است که از فضاپیمای داخل مدار استفاده شود. هنگامی که ماه در طی یک رخ‌گردی مطلوب با چشم مشاهده شود، می‌توان با پیدا کردن دهانهٔ بیلود، از آنجا سطح را به سمت بالا و سپس بازو را دنبال کرد.
ناحیهٔ بالای این دهانه به دلیل برخوردهای کوچک به شدت فرسوده و فرسایش یافته و دیوارهٔ بیرونی نامنظمی برجای مانده‌است که توسط چندین دهانهٔ کوچک و فرورفتگی مشخص شده‌است. یک دهانهٔ کوچک در لبهٔ شمالی نانسن قرار دارد و سازهٔ مشابهی نیز در امتداد دیوارهٔ داخلی جنوبی ایجاد شده‌است. یک زنجیرهٔ ادغام شده از دهانه‌های کوچک در لبهٔ شرقی قرار دارد.
خاک داخلی نانسن در نیمه ی شمالی بیشتر جنجالی و نامنظم است، در حالی که قسمت جنوبی کف نسبتاً هم سطح است. در قسمت جنوب شرقی کف دهانه ی کوچک و کاسه‌ای شکل وجود دارد و دهانه‌های ریز زیادی در قسمت داخلی و در امتداد دیواره‌های داخلی قرار دارند.